# Shannon Kook
Shannon Kook (9 de Fevereiro de 1987, Joanesburgo, África do Sul) é um ator sul-africano. É mais conhecido por interpretar Zane Park na série Degrassi: The Next Generation, Drew Thomas no filme Invocação do Mal e Jordan Green na série The 100.

## Vida e Carreira
Shannon Kook-Chun nasceu em Joanesburgo, África do Sul. Ele se mudou para se matricular na "National Theatre School of Canada". Na maioria dos seus papéis de atuação, ele foi creditado como Shannon Kook.
Nascido de um pai de descendência chinesa e uma mãe Sul-Africana, suas primeiras aparições após a graduação foram para The Forbidden Phoenix no "Lorraine Kimsa Theatre for Young People", Citadel Theatre em Toronto, e a estreia mundial the Madness of the Square no Factory Theatre, Toronto, Ontario, Canada.
Um tempo veio quando Shannon não quis mais parar, atuando em televisão e filmes, trabalhando para CBC Television e HBO. Seu momento de fama também teve um lado humanitário de sua personalidade, quando no ano de 2010 Shannon viajou para Índia em nome de uma instituição de caridade  internacional chamada "Free The Children" para construir uma escola. Um documentário foi feito sobre a visita missionária.
Além do trabalho, suas diversas paixões varia de canto e dança à fotografia, ciclismo e artes marciais.

## Filmográfia

### Filmes
| Ano  | Título              | Papel                | Notas          |
| ---- | ------------------- | -------------------- | -------------- |
| 2010 | Three Mothers       |                      | Curta-Metragem |
| 2010 | Verona              | Xan                  | Curta-Metragem |
| 2013 | Hunting Season      | Jason                |                |
| 2013 | Issues              | Himself              | Curta-Metragem |
| 2013 | Requiem for Romance | Yun                  | Curta-Metragem |
| 2013 | Empire of Dirt      | Angel                |                |
| 2013 | The Conjuring       | Drew Thomas          |                |
| 2013 | Pride of Lions      | Vic Skinner          |                |
| 2013 | Dirty Singles       | Ian                  |                |
| 2015 | Dark Places         | Trey Teepano (Jovem) |                |
| 2016 | The Conjuring 2     | Drew Thomas          |                |
| 2021 | The Conjuring 3     | Drew Thomas          |                |

### Televisão
| Ano       | Título                        | Papel          | Notas                                          |
| --------- | ----------------------------- | -------------- | ---------------------------------------------- |
| 2009      | Being Erica                   | Kendrick Kwan  | Temporada 2, Episódio 4: "Cultural Revolution" |
| 2009      | The Border                    | Yuan Doa       | Temporada 3, Episódio 6: "Kiss and Cry"        |
| 2009      | Cra$h & Burn                  | Benny          | Temporada 1, Episódio 4: "The Boss is Coming"  |
| 2010      | Durham County                 | David Cho      | 5 episódios                                    |
| 2010–2011 | Degrassi: The Next Generation | Zane Park      | Temporadas 9-11                                |
| 2010–2011 | Baxter                        | Deven Phillips | 10 episódios                                   |
| 2010      | Aaron Stone                   | Grude          | 2 episódios                                    |
| 2011      | Rookie Blue                   | Pete Sun       | Temporada 2, Episódio 13: "God's Good Grace"   |
| 2012      | XIII: The Series              | Victor Gong    | 2 episódios                                    |
| 2013      | Home Again                    | Karl           | Filme para TV                                  |
| 2015      | Carmilla                      | Theo           | Temporada 2                                    |
| 2018      | The 100                       | Jordan         | 5° temporada episodeos 13                      |